# U 2324 (Kriegsmarine)
De U 2324 was een U-boot van het nieuwste type XXIII-klasse van de Kriegsmarine tijdens de Tweede Wereldoorlog.
Hij stond onder commando van kapitein-luitenant-ter-zee Konstantin von Rappard. Dit was de eerste patrouille met een onderzeeboot van dit type. 

## Geschiedenis
Begin januari 1945 verliet de eerste onderzeeër van het Type XXIII, de U 2324, een basis in Noorwegen en voer ten noorden langs de Shetlandeilanden om een patrouille uit te voeren in de Britse kustwateren. 

## Ondergang
De Duitse bootbemanning gaf zichzelf over te Stavanger, Noorwegen. De opgebrachte onderzeeër werd meegenomen naar Loch Ryan op 29 mei 1945 voor Operatie Deadlight.

## Operatie Deadlight
De U 2324 werd tot zinken gebracht door kanonvuur van de Britse torpedobootjager HMS Onslow en ORP Blyskawica (Polen), op 27 november 1945 in positie 56° 10′ 0″ NB, 10° 05′ 0″ WL.

## Commandanten
- 25 juli 1944 - februari 1945 Oblt. Hans-Heinrich Hass
- maart 1945 - 8 mei 1945 Kptlt. Konstantin von Rappard